# 纹章鸢尾属
纹章鸢尾属（学名：Deluciris）是鸢尾科的一个属，是种开花植物，原产于巴西东部。 It was first described in 2018 by André Gil and Juliana Lovo.

## 下属物种
截至2019年5月，世界植物在线接受了两个物种：
- Deluciris rupestris (Ravenna) Lovo & A.Gil
- Deluciris violacea (Klatt) A.Gil & Lovo